# SC Braga
Sporting Clube de Braga – portugalski klub piłkarski z siedzibą w mieście Braga, założony w 1921 roku. W sezonie 2024/2025 występuje w rozgrywkach Primeiry Ligi. SC Braga rozgrywa swoje mecze na stadionie Estádio Municipal de Braga, znanym również jako AXA Stadium, który zbudowano na potrzeby turnieju Euro 2004.

## Historia
24 sierpnia 2010 po raz pierwszy w historii uzyskali awans do Ligi Mistrzów, po wygranej w dwumeczu z Sevilla FC 5:3. W swej grupie zajęli trzecie miejsce (pokonując w niej m.in. u siebie Arsenal F.C. 2:0), co pozwoliło im dołączyć do grona zespołów walczących w Lidze Europy.
W 2011 roku w 1/16 finału Ligi Europy UEFA sezonu 2010/11 klub wyeliminował polską drużynę Lech Poznań (w meczach 0:1, 2:0), następnie w 1/8 finału Liverpool (w meczach 1:0, 0:0).

## Sukcesy
- 2. miejsce w rozgrywkach Primeira Liga (1 raz): 2009/2010
- Puchar Portugalii (3 razy): 1966, 2016, 2021
- Finał Pucharu Portugalii (5 razy): 1977, 1982, 1998, 2015, 2023
- Finał Ligi Europy UEFA (1 raz): 2011
- Taça da Liga (3 razy): 2012/2013, 2019/2020, 2023/2024

## Skład na sezon 2023/2024
Aktualny na dzień 30 września 2023.
| Nr | Poz. | Piłkarz         |
| -- | ---- | --------------- |
| 1  | BR   | Matheus         |
| 2  | OB   | Víctor Gómez    |
| 4  | OB   | Sikou Niakaté   |
| 5  | OB   | Serdar Saatçı   |
| 6  | OB   | José Fonte      |
| 7  | NA   | Bruma           |
| 8  | PO   | Ali Musrati     |
| 9  | NA   | Abel Ruiz       |
| 10 | PO   | André Horta     |
| 11 | NA   | Roger Fernandes |
| 12 | BR   | Tiago Sá        |
| 14 | NA   | Álvaro Djaló    |
| 15 | OB   | Paulo Oliveira  |
| 16 | PO   | Rodrigo Zalazar |

| Nr | Poz. | Piłkarz                             |
| -- | ---- | ----------------------------------- |
| 17 | OB   | Joe Mendes                          |
| 18 | PO   | Vitor Carvalho (wyp. z Realu Betis) |
| 19 | OB   | Adrián Marín                        |
| 20 | NA   | Rony Lopes                          |
| 21 | NA   | Ricardo Horta (kapitan)             |
| 22 | PO   | Pizzi                               |
| 23 | NA   | Simon Banza                         |
| 26 | OB   | Cristian Borja                      |
| 28 | PO   | João Moutinho                       |
| 31 | BR   | Bernardo                            |
| 88 | PO   | André Castro                        |
| 90 | PO   | Djibril Soumaré                     |
| 91 | BR   | Lukáš Horníček                      |